# Native Tongues
Native Tongues bylo hiphopové hnutí z přelomu 80. a 90. let 20. století. Umělci řadící se k tomuto hnutí byli známí svými pozitivními afrocentrickými texty a jazzem inspirovanými beaty s rozmanitým samplováním. Mezi nejvýznamnější členy patří kapely Jungle Brothers, De La Soul a A Tribe Called Quest. Toto hnutí je úzce spojeno s dalším hiphopovým hnutím Universal Zulu Nation.

## Historie
Hnutí Native Tongues vzniklo v New Yorku díky hiphopovým umělcům, kteří ve své tvorbě používali abstraktní a tolerantní texty, které pojímaly o tématech jako spiritualita, moderní svět, rasa, sex a zábava. Ve svých beatech poté používali značné množství jazzových samplů.
Trugoy the Dove, jeden z raperů v kapele De La Soul, vzpomíná: „Native Tongues vzniklo, když jsme jednou měli vystoupení v Bostonu. Potkali jsme se tam s lidmi z Jungle Brothers. Měli jsme vzájemnou vášeň pro hip hop a tvorbu jednoho druhého. Pozvali jsme je do studia a začali nahrávat skladbu Buddy. Nešlo o byznys, nedělali jsme to pro peníze. Prostě jsme se navzájem inspirovali a vyměňovali nápady. Nejvíc šlo o to, abychom se bavili a užívali si to.“
Q-Tip z kapely A Tribe Called řekl: „Pamatuji si, jak mi Afrika Baby Bam zavolal a říkal, jak se s De La Soul musím setkat, že jsme si prý velmi podobní. Když jsem je poznal, tak to byla láska na první pohled. Hip hop většinou podporuje individualismus, a proto si myslím, že hlavním úspěchem Native Tongues bylo, že jsme ukázali lidem, že můžeme fungovat jako kolektiv.“ 
De La Soul, A Tribe Called Quest a Jungle Brothers vytvořili jádro Native Tongues, hnutí, které se značně inspiruje Afrikou Bambaataem a jeho Universal Zulu Nation. V roce 1989 se ke hnutí přidali umělci jako Queen Latifah, Monie Love či Black Sheep. Všichni tito umělci značně ovlivnili styl a trendy v hip hopu během tzv. zlaté éry hip hopu na přelomu 80. a 90. let. Alba od A Tribe Called Quest a De La Soul z této doby jsou dodnes považována za nejlepší a nejvlivnější alba v historii celého hip hopu.
Přestože toto hnutí hostilo několik desek, tak kolaborace mezi jednotlivými umělci byly celkem vzácné, a Native Tongues jako kompletní kolektiv nikdy nic nenahráli. Chvíli se hnutí začalo pomalu rozpadat, ale poté se v roce 1996 členové sešli při nahrávání skladby How Ya Want It We Got It (Native Tongues Remix od Jungle Brothers. Na této skladbě se také podíleli interpreti jako Common, The Roots či Mos Def, kteří jsou od té doby považováni za členy Native Tongues.  V poslední skladbě z alba The Love Movement od A Tribe Called Quest, na které se podíleli Mos Def, Jane Doe a Punchline&Wordsworth, má Q-Tip pasáž, kde říká: „Tihle lidé jsou rodina.“

## Členové
- Jungle Brothers
- A Tribe Called Quest
- De La Soul
- Lucien Revolucien
- Monie Love
- Queen Latifah
- Black Sheep
- Fu-Schnickens

## Okrajoví členové
- The Beatnuts
- Brand Nubian
- J Dilla
- Leader of the New School
- Mos Def
- Common
- The Pharcyde